# Academia Integral de Fútbol Femenino
La Academia Integral de Fútbol Femenino es un club de fútbol femenino de Miranda, Venezuela, creado en 2020, durante la pandemia del Covid 19. Desde la temporada 2022 compitió en la Copa Venezuela y desde la temporada 2023 es equipo de la Primera División Femenina de Venezuela, donde obtuvo su primer título en la edición 2024, obteniendo el derecho de participar en la Copa Libertadores Femenina 2024.
El Club cuenta con más de 100 jugadoras distribuidas en las categorías Sub-14, Sub-16 y Sub-18.

## Historia
ADIFFEM surgió durante la pandemia, luego de que Freddy Da Rocha, director actual de la academia, comenzó a observar que varias escuelas de fútbol retomaron los entrenamientos, pero solo en las categorías masculinas, dejando de lado las femeninas.
Da Rocha quería un espacio donde su hija de 12 años de edad practicara fútbol y tomaran en cuenta su desarrollo, por lo que buscó un lugar donde pudiera entrenar. Los primeros meses de ADIFFEM fue con un grupo de aproximadamente 15 niñas y que actualmente están cerca de las 100 jóvenes.
“Poco a poco fue escalando y quisimos darle más formalidad al proyecto. Llevarlo a un nivel más con mayor responsabilidad y que permitiera que actualmente hoy cuenten con las categorías sub14, sub 16 y 18. Que incluso tengamos la invitación de la Federación Venezolana de Fútbol de tener un equipo profesional”, detalló Freddy Da Rocha en entrevista para El Diario.
El recibimiento de los padres y representantes de las niñas también ha sido un elemento que ha impulsado que la academia haya crecido en solo dos años. El primer grupo que llegó en 2020 fue compartiendo y diciendo a sus amigas que se unieran a ADIFFEM, donde encontraron un lugar en el que se sienten valoradas y tomadas en cuenta.

## Fútbol base
Hasta este año, la academia tiene tres categorías consolidadas (sub-14, sub-16 y sub-18) además de un equipo profesional que compite en la Liga Futve femenino. Además, tienen a un grupo cerca de ocho jóvenes de la categoría sub-12 que se espera que crezca para formar un equipo oficial de esa edad.
Una de las particularidades que tiene la escuela es una categoría de nivelación que sirve para niñas y jóvenes que nunca han jugado fútbol y llegan para aprender del deporte. Esta rama sirve para chicas que quieren empezar a jugar y aprender o también tienen bastante destreza para entrar en alguna de las diversas categorías.

## Trayectoria en Liga
| - 2023: Primera División Femenina (1°) - 2011-12: Primera Regional Madrid (1°) |

 - Campeonato de Liga 

 - Ascenso 

 - Descenso 

## Uniforme
- Uniforme titular: Camiseta blanca, pantalón blanco, medias blancas.
- Uniforme visitante: Camiseta rosa, pantalón blanco, medias rosas.
- Uniforme alternativo: Camiseta negra, pantalón negro, medias rosas.

## Datos del club
- Temporadas en Primera División (3): 2022 al presente.
- Temporadas en Segunda División (2): 2020 al 2021.
- Mejor puesto en la liga: 1º (Segunda División, temporadas 2020 y 2021)